# Partido Socialista del Sureste
El Partido Socialista del Sureste (PSS) fue un partido político de Yucatán, fundado el 2 de junio de 1916 bajo el nombre de Partido Socialista Obrero, que luego cambiaría a Partido Socialista de Yucatán, para finalmente adoptar el nombre con el que se lo conoce.

## Historia
En junio de 1916, y bajo el auspicio de Salvador Alvarado, es creado el Partido Socialista Obrero uno de cuyos primeros militantes fue el mártir del proletariado Felipe Carrillo Puerto. El primer presidente del partido fue Rafael Gamboa.

### Elección de 1917:Castro Morales
Para las elecciones del 11 de mayo de 1917, el partido se cambia el nombre a Partido Socialista de Yucatán. El año siguiente su presidente, Carlos Castro Morales es postulado candidato al gobierno de Yucatán, quien resulta elegido, asumiendo el cargo el 1 de mayo de 1918 para convertirse en el primer gobernador socialista y obrero de ese estado del sureste mexicano.
Al presentarse Carlos Castro en las elecciones, Felipe Carrillo se convirtió en el presidente del partido. El socialismo, por ser una fuerza nueva en esa parte de México, fue visto como una «invasión» de los Bolcheviques. Sin embargo, a pesar de los ataques de sus opositores, el Partido Socialista siguió creciendo principalmente por la acción y promoción muy activa de su denominadas Ligas de Resistencia, células populares de gran arraigo que dieron impulso a la organización política que promovió más tarde el encumbramiento de Felipe Carrillo Puerto.
Para las elecciones de 1920, el Partido Socialista apoyó la candidatura de Álvaro Obregón, que se convertiría en presidente de la República.

### Elecciones de 1919
En las elecciones para diputados y ayuntamientos de Yucatán, el 9 de noviembre de 1919, el Partido Liberal Yucateco, con el apoyo de las fuerzas federales, obtuvo triunfos en la mayoría de los municipios y ganó las elecciones. Unos días después fue clausurado la Liga Central del Partido Socialista, en Mérida, por el pelotón del coronel Isaías Zamarripa. Días después, misteriosamente se incendió el local que fue clausurado unos días antes. Así se destruyeron todos los muebles y los archivos del Partido Socialista.

### Congreso Obrero de Izamal, agosto de 1921
Del 15 al 21 de agosto de 1921, el Partido Socialista de Yucatán realizó su congreso en la ciudad de Izamal. En este congreso, se decidió cambiar el nombre definitivamente a Partido Socialista del Sureste. También se creó el Consejo Federal de Ligas de Resistencia. El Partido Socialista Agrario de Campeche empezó a trabajar con el PSS. Se decidió no ingresar, como partido, a la Tercera Internacional. Y finalmente, se decidió apoyar la candidatura de Felipe Carrillo Puerto como gobernador en el periodo 1922-1926.

### Elecciones de 1921:Felipe Carrillo Puerto
En las elecciones del 6 de noviembre de 1921, el Partido Socialista presentó la candidatura de Felipe Carrillo Puerto. quien ganó ampliamente las elecciones con los siguientes números:
| Candidato              | Partido                            | Votos         | Resultado |
| Felipe Carrillo Puerto | Partido Socialista del Sureste     | 62801 (94.9%) | Electo    |
| Bernardino Mena Brito  | Partido Liberal Yucateco           | 2888 (4.35%)  |           |
| Ricardo Molina Hubbe   | Partido Democrático                | 431 (0.65%)   |           |
| Miguel Alonzo Romero   | Partido Liberal Constitucionalista | 12 (0.018%)   |           |

### Gobierno Socialista de Yucatán
Carrillo Puerto asumió el poder el 1 de febrero de 1922, realizando su discursó de asunción en idioma maya.
Durante el corto periodo de gobierno de Carrillo Puerto, el Partido Socialista impulsó varias reformas, como la Reforma Agraria, donde fueron distribuidas más de 664 000 hectáreas de tierras a los campesinos yucatecos, la clasificación del henequén como riqueza pública, la Ley de Incautación y Expropiación de Haciendas Abandonadas, la Ley de Educación Racional, la creación de la Universidad Nacional del Sureste, hoy Universidad Autónoma de Yucatán, la creación de varias carreteras para unir a la capital Mérida con los pueblos del interior, se fija el salario mínimo, la campaña de alfabetización, la incorporación de la mujer en la vida pública, la traducción de la constitución política federal al idioma maya, entre otras cosas.

### Movimiento delahuertista
Un sedicente grupo delahuertista encabezado por Juan Ricárdez Broca que tenía mando militar en Yucatán y que pretendía evitar que el presidente Obregón impusiera —como lo hizo— a su sucesor (Plutarco Elías Calles) en el poder, apresó a Carrillo Puerto, que apoyó al presidente Obregón. Fue así que el gobernador socialista de Yucatán fue fusilado el 3 de enero de 1924, junto a algunos de sus hermanos y al alcalde de Mérida, dando fin a una época de cambios sociales y culturales en la península. Inmediatamente después del asesinato del líder del proletariado por parte de los militares que se adueñaron del poder en Yucatán. Adolfo de la Huerta de manera inmediata se deslindó claramente del crimen perpetrado en suelo yucateco en su nombre.